# 新登城墙
新登城墙为旧新登县县城（曾名新城县）城墙，位于今中华人民共和国浙江省杭州市富阳区新登镇，现存城墙约1714米及护城河，但各城门均已不存。
新登为三国吴黄武五年（226）置县，名新城县，属东安郡。五代梁开平元年（907）吴越改新城为新登，属杭州。北宋太平兴国四年（979）又改为新城县，民国三年（1914）又改为新登县，1958年并入桐庐县，1961年又划归富阳县（今杭州市富阳区）。唐大顺二年（891）吴越将领杜稜始筑城池，周二千五百七十一步，高二丈三尺，设有四门，分别为东门熙春门、南门太平门、西门顺成门和北门宁海门，北宋天禧五年（1021）又筑新城。明嘉靖三十五年（1556）因倭寇入侵，知县范永龄再度筑城，工程四个月即成，即今城。
新登城墙围山而建，西、南临葛溪，东临松溪，南面隔溪正对贤明山，呈不规则形，南北宽，东西狭，外壁以条石砌筑，顶部使用部分城砖。始筑时周三里（实一千二百十三步，约1940.8米），高一丈六尺（约5.12米），墙垛高出五尺（约1.6米），万历三年（1575）知县温朝祚塞城垛，并另加女墙三尺五寸（约1.12米）。原设陆门四座，分别为东门元始门、南门亨通门（又名嘉会门）、西门利遂门和北门贞成门，万历元年（1573）重开小东门昭阳门（原有后塞），各门均有城楼、门外设桥，后因南门楼不利于学宫而改为平房，此后城墙在清雍正、乾隆、道光、同治和光绪年间均有维修。民国时测得城周五百七十六丈五尺（约1844.8米），高一丈四五尺不等（约4.48-4.8米）。今测总长约2100米，其中北门附近有近300米损毁严重，其余完整部分为1714米，高5-7米，宽3-5米。
护城河平均距城墙约50米，唐代杜稜建城时即凿，原在城北松溪筑新堰引水入濠，明天顺六年（1462）知府吴濬在城西北葛溪上另筑塔山堰，并重新凿胡公渠引水入濠。民国时测得濠周八百四十丈五尺一寸（约2689.6米），宽一丈一尺七寸（约5.44米），今测长约2400米，宽约3米，河壁以块石砌筑。
原县城内以连通南门和北门的街道为主街（今共和街），主要建筑有县署（位于西南隅今新登镇政府处，已不存）、学宫（新登县学文庙，位于东北隅今新登中学处，尚存泮池）、城隍庙（位于东南隅）和武庙等。
2019年3月26日公布为杭州市文物保护单位，2023年6月29日公布为浙江省文物保护单位。

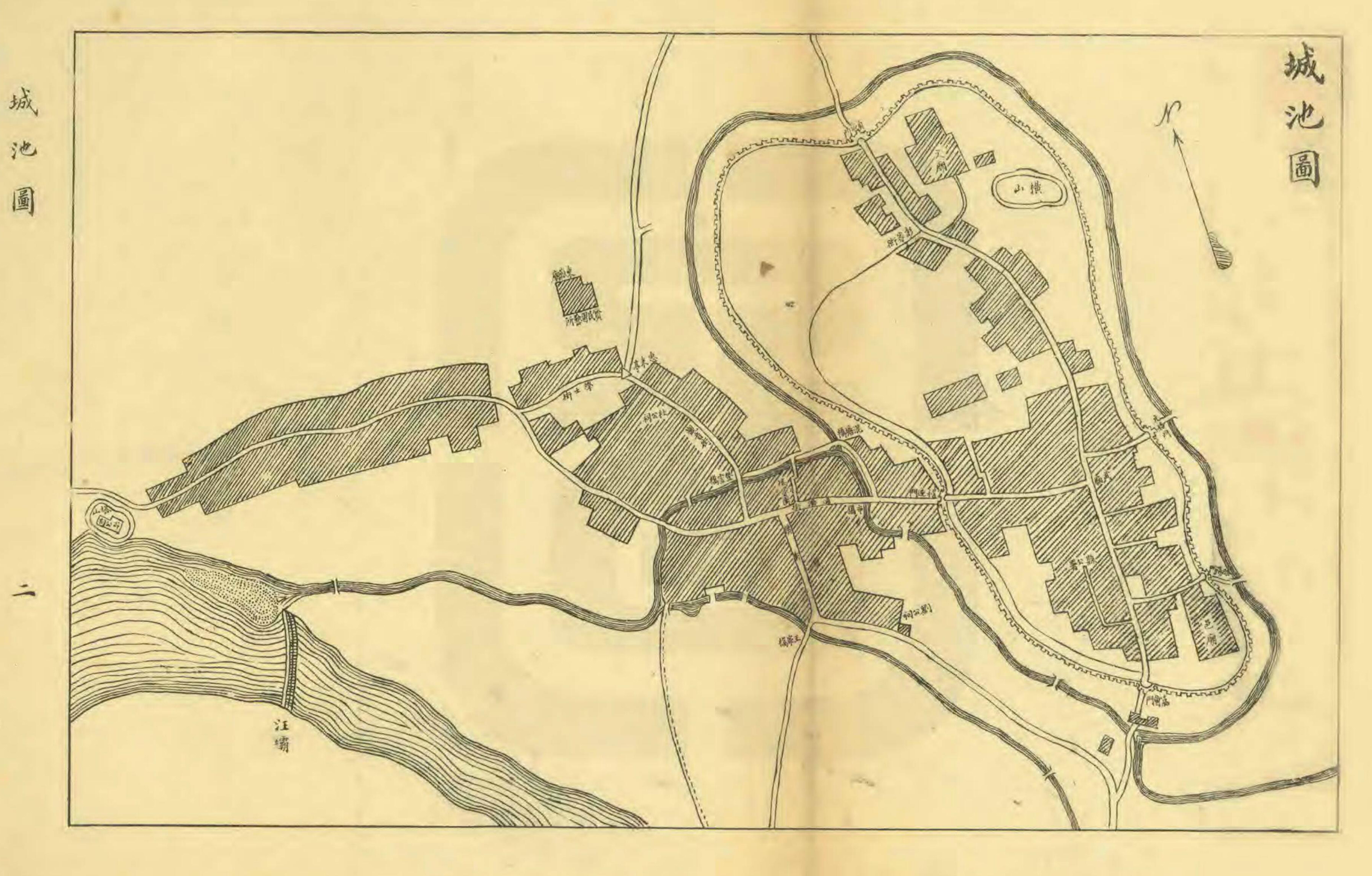
民国十一年（1922）《新登县志》城池图
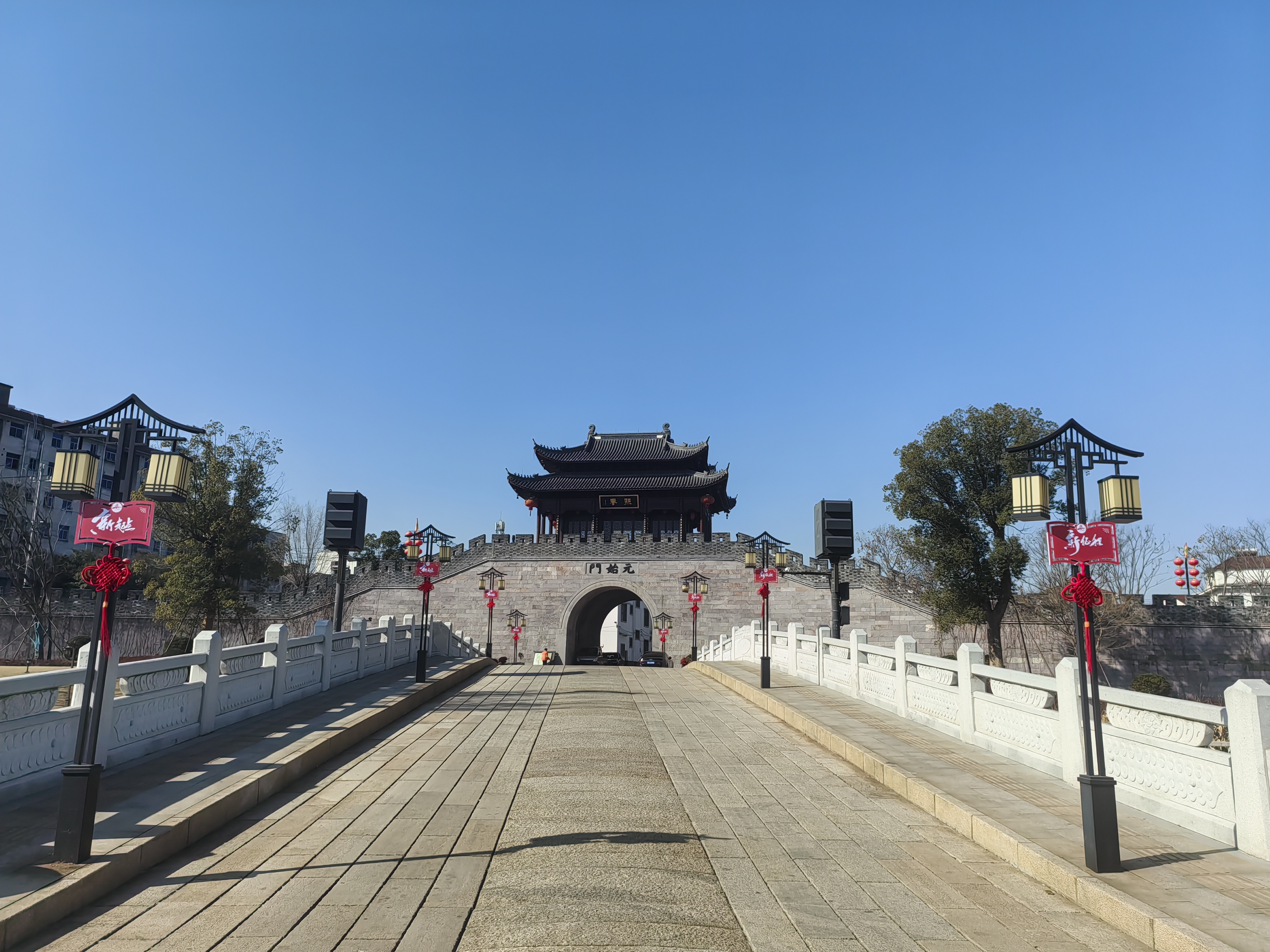
重建的元始門
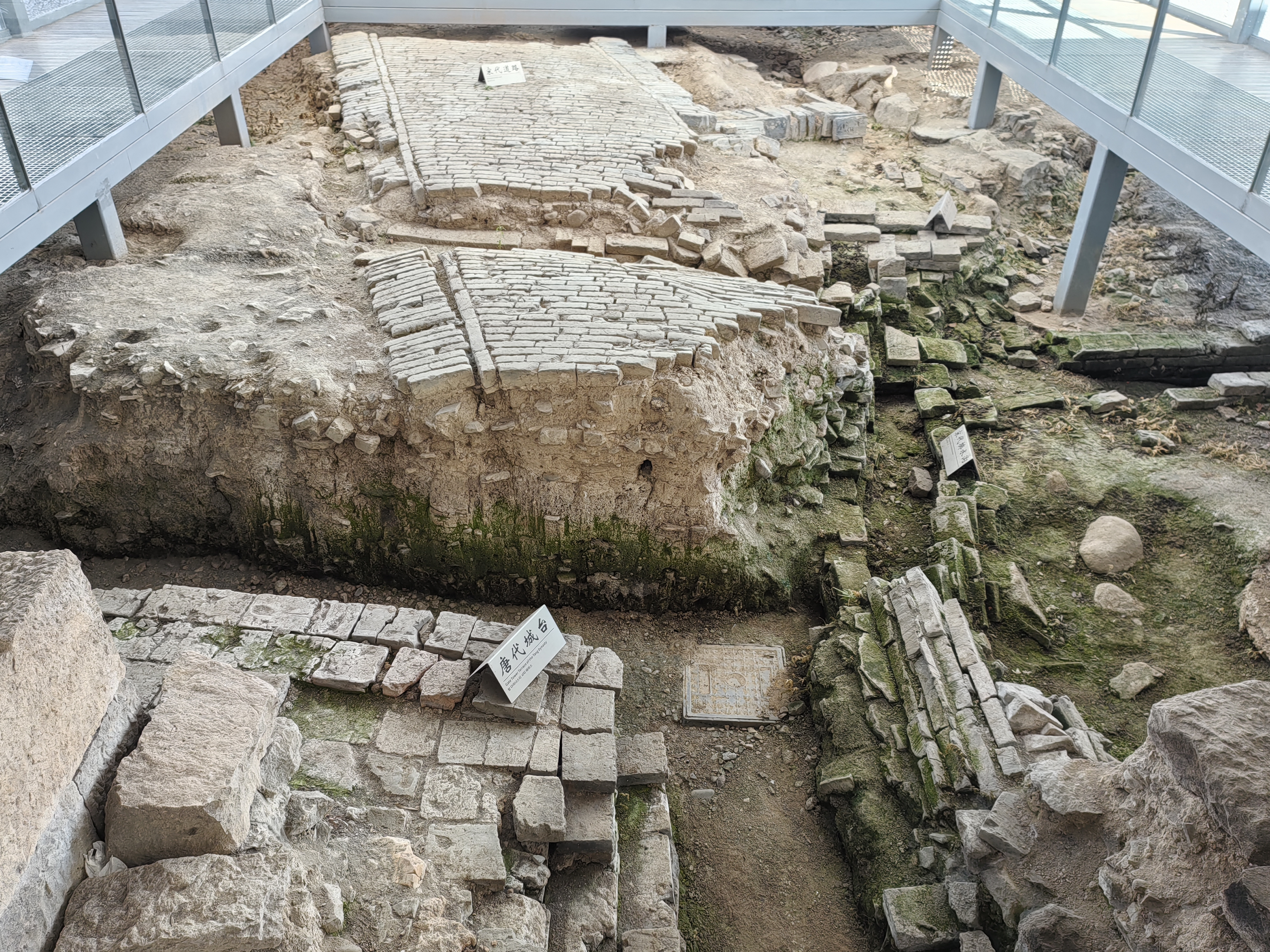
嘉會門遺址
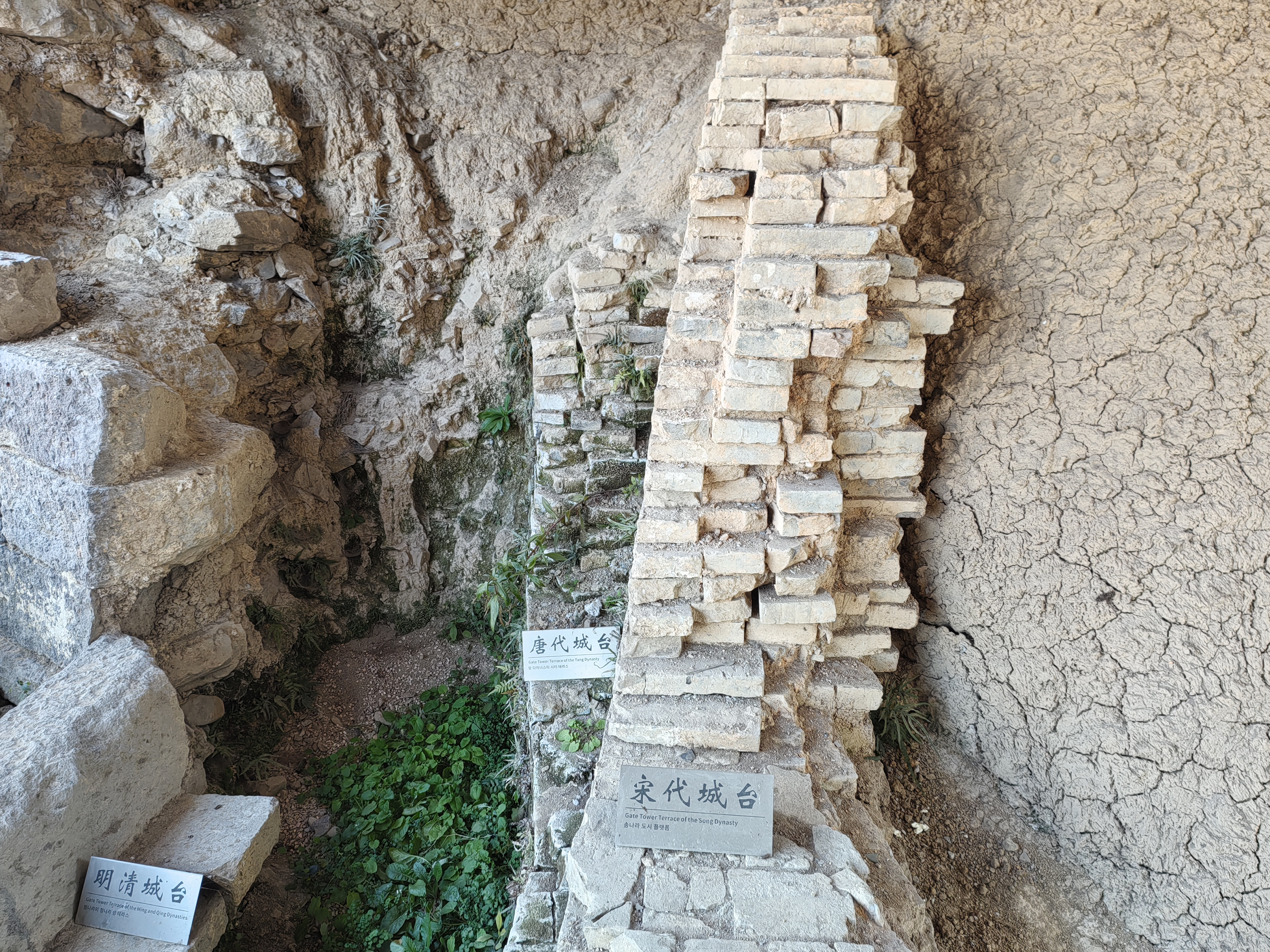
利遂門遺址
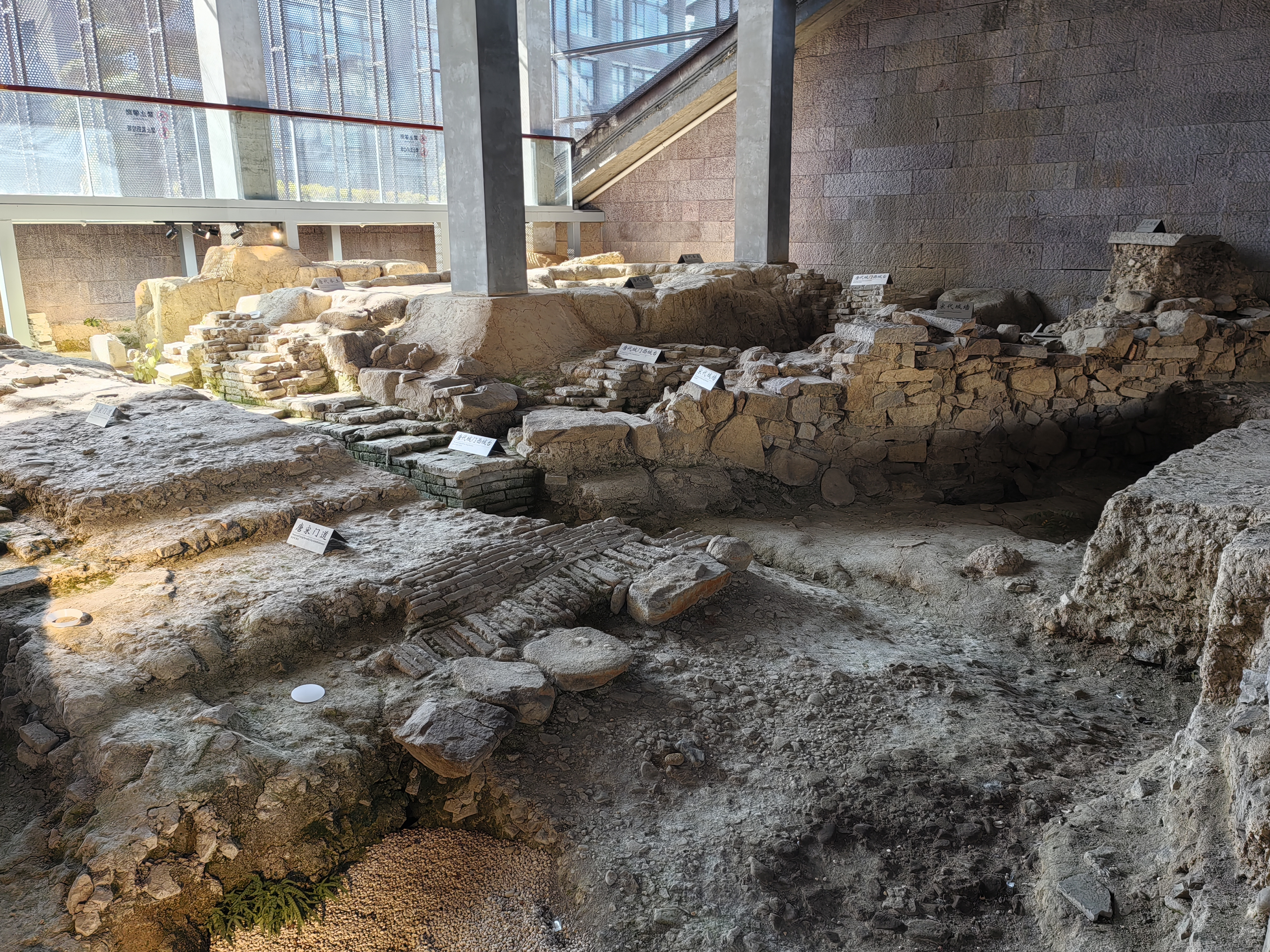
貞成門遺址